# PSA World Tour 2001/02
Die PSA World Tour 2001/02 umfasst alle Squashturniere der Herren-Saison 2001/02 der PSA World Tour. Sie begann am 1. August 2001 und endete am 31. Juli 2002. Die nach dem Monat sortierte Übersicht zeigt den Ort des Turniers an, dessen Namen, das ausgeschüttete Gesamtpreisgeld, sowie den Sieger des Turniers.
In der Saison 2001/02 fanden insgesamt 58 Turniere statt. Das Gesamtpreisgeld betrug 1.364.850 US-Dollar.

## Tourinformationen

### Anzahl nach Turnierserie
| Turnierserie | WM 1 | Super S. 2 | 5 Star | 4 Star | 3 Star | 2 Star | 1 Star | Satellite |
| ------------ | ---- | ---------- | ------ | ------ | ------ | ------ | ------ | --------- |
| Anzahl       | —    | 7          | 3      | 1      | 1      | 7      | 14     | 25        |
| Gesamt       | —    | 7          | 26     | 26     | 26     | 26     | 26     | 25        |

 1 PSA Weltmeisterschaft

 2 PSA Super Series

## Turnierplan

### August
| Datum         | Ort          | Turnier                            | Preisgeld | Sieger           |
| ------------- | ------------ | ---------------------------------- | --------- | ---------------- |
| 03.08.–05.08. | Wellington   | Wellington Open 2001               | $ 4.000   | Ben Garner       |
| 10.08.–12.08. | Christchurch | Canterbury Open 2001               | $ 3.000   | Raj Nanda        |
| 12.08.–15.08. | Peschawar    | CAS International 2001             | $ 25.000  | Mansoor Zaman    |
| 16.08.–19.08. | Bogotá       | Colombian Open 2001                | $ 20.000  | Renan Lavigne    |
| 17.08.–19.08. | Dunedin      | South Island Championship 2001     | $ 4.000   | Lee Jemmett      |
| 19.08.–26.08. | Hongkong     | Cathay Pacific Hong Kong Open 2001 | $ 120.000 | David Palmer     |
| 26.08.–31.08. | Karatschi    | CNS International 2001             | $ 25.000  | Anthony Ricketts |
| 27.08.–02.09. | Johannesburg | Milo South African Challenge 2001  | $ 50.000  | Thierry Lincou   |

### September
| Datum         | Ort                    | Turnier                                | Preisgeld | Sieger           |
| ------------- | ---------------------- | -------------------------------------- | --------- | ---------------- |
| 03.09.–09.09. | Gizeh                  | Al-Ahram International 2001            | $ 75.000  | Peter Nicol      |
| 06.09.–09.09. | Narrogin               | Narrogin Open 2001                     | $ 3.000   | Andy Whipp       |
| 11.09.–16.09. | Barcelona              | Ciutat de Barcelona Open 2001          | $ 10.000  | Grégory Gaultier |
| 26.09.–30.09. | Santa Cruz de Tenerife | Prince Deutsche Bank Spanish Open 2001 | $ 16.000  | Wael El Hindi    |
| 26.09.–30.09. | Detroit                | Motor City Open 2001                   | $ 21.500  | Tommy Berden     |

### Oktober
| Datum         | Ort           | Turnier                      | Preisgeld | Sieger        |
| ------------- | ------------- | ---------------------------- | --------- | ------------- |
| 01.10.–08.10. | Doha          | Qatar Classic 2001           | $ 140.000 | Peter Nicol   |
| 04.10.–07.10. | Santa Barbara | DARE Santa Barbara Open 2001 | $ 12.000  | Mike Corren   |
| 26.10.–28.10. | A Coruña      | Open Forum Filatelico 2001   | $ 3.000   | Ben Howell    |
| 31.10.–05.11. | Mamaroneck    | Betteridge Trophy 2001       | $ 18.000  | Peter Genever |

### November
| Datum         | Ort     | Turnier                           | Preisgeld | Sieger        |
| ------------- | ------- | --------------------------------- | --------- | ------------- |
| 01.11.–04.11. | Macau   | Macau Squash Open 2001            | $ 42.500  | Ong Beng Hee  |
| 09.11.–10.11. | Albany  | Tech Valley Open 2001             | $ 10.000  | Scott Handley |
| 15.11.–18.11. | Zürich  | Prosperco Grasshopper Cup 2001    | $ 11.000  | Mark Cairns   |
| 16.11.–23.11. | Toronto | YMG Capital Canadian Classic 2001 | $ 50.000  | Peter Nicol   |

### Dezember
| Datum         | Ort          | Turnier                           | Preisgeld | Sieger           |
| ------------- | ------------ | --------------------------------- | --------- | ---------------- |
| 04.12.–09.12. | São Paulo    | Brazil Open 2001                  | $ 8.175   | Sabir Butt       |
| 06.12.–09.12. | Renens       | Alcatraz International 2001       | $ 3.000   | Chris Ryder      |
| 10.12.–15.12. | Kuala Lumpur | Mulpha-Gosen Malaysian Open 2001  | $ 30.000  | Anthony Ricketts |
| 13.12.–16.12. | Prag         | Dunlop & CD Walke Czech Open 2001 | $ 10.500  | Grégory Gaultier |

### Januar
| Datum         | Ort           | Turnier                                 | Preisgeld | Sieger         |
| ------------- | ------------- | --------------------------------------- | --------- | -------------- |
| 09.01.–13.01. | Linköping     | Catella Swedish Open 2002               | $ 25.000  | Ong Beng Hee   |
| 14.01.–17.01. | Kairo         | El Ahly Open 2002                       | $ 12.000  | Wael El Hindi  |
| 15.01.–20.01. | Pittsburgh    | Pittsburgh Open 2002                    | $ 26.000  | Thierry Lincou |
| 17.01.–20.01. | Barcelona     | Rocafort Open 2002                      | $ 3.000   | Bradley Ball   |
| 24.01.–01.02. | New York City | CSFBDirect Tournament of Champions 2002 | $ 72.000  | Jonathon Power |
| 29.01.–03.02. | Kuala Lumpur  | Rohas-Euco KL Open 2002                 | $ 8.000   | Mike Corren    |

### Februar
| Datum         | Ort          | Turnier                                 | Preisgeld | Sieger           |
| ------------- | ------------ | --------------------------------------- | --------- | ---------------- |
| 19.02.–24.02. | Dayton       | CJSquash.com Dayton Open 2002           | $ 10.000  | Grégory Gaultier |
| 21.02.–24.02. | Brüssel      | Codemer Belgium Open 2002               | $ 6.500   | Bradley Ball     |
| 25.02.–02.03. | Chicago      | Charter Consulting Windy City Open 2002 | $ 10.000  | Nick Taylor      |
| 25.02.–02.03. | Kuala Lumpur | Milo Open 2002                          | $ 15.000  | Stephen Meads    |

### März
| Datum         | Ort       | Turnier                         | Preisgeld | Sieger          |
| ------------- | --------- | ------------------------------- | --------- | --------------- |
| 07.03.–10.03. | Genf      | Swiss Open 2002                 | $ 4.000   | James Willstrop |
| 18.03.–27.03. | Lahore    | Bank Alfalah Pakistan Open 2002 | $ 105.000 | Jonathon Power  |
| 19.03.–24.03. | Baltimore | Meadow Mill Open 2002           | $ 7.000   | Liam Kenny      |

### April
| Datum         | Ort        | Turnier                                | Preisgeld | Sieger         |
| ------------- | ---------- | -------------------------------------- | --------- | -------------- |
| 06.04.–15.04. | Manchester | British Open Squash Championships 2002 | $ 50.000  | Peter Nicol    |
| 16.04.–21.04. | Odense     | J&B Odense Open 2002                   | $ 11.675  | Adrian Grant   |
| 17.04.–20.04. | Doha       | Qatar Circuit No1 2002                 | $ 5.250   | Farrukh Zaman  |
| 23.04.–28.04. | Doha       | PSA Masters 2002                       | $ 120.000 | Jonathon Power |

### Mai
| Datum         | Ort       | Turnier                          | Preisgeld | Sieger           |
| ------------- | --------- | -------------------------------- | --------- | ---------------- |
| 01.05.–04.05. | Kairo     | Maadi Open 2002                  | $ 15.000  | Omar Elborolossy |
| 08.05.–11.05. | Brescia   | Mega Italia Open 2002            | $ 6.000   | Borja Golán      |
| 09.05.–11.05. | Doha      | Qatar Circuit No2 2002           | $ 5.250   | Josè Facchini    |
| 09.05.–12.05. | Hanover   | Dartmouth Mudbowl Open 2002      | $ 4.500   | Marcus Smith     |
| 13.05.–19.05. | Atlanta   | Atlanta Open 2002                | $ 6.000   | Bradley Ball     |
| 15.05.–20.05. | Peschawar | Pakistan Circuit No1 2002        | $ 25.000  | Mansoor Zaman    |
| 21.05.–24.05. | Prag      | Hi-Tec & Dunlop Prague Open 2002 | $ 3.000   | Patrick Foster   |
| 23.05.–26.05. | Perth     | Magic Sports International 2002  | $ 3.500   | Dan Jenson       |

### Juni
| Datum         | Ort      | Turnier                         | Preisgeld | Sieger            |
| ------------- | -------- | ------------------------------- | --------- | ----------------- |
| 06.06.–09.06. | Merredin | Wheatbelt Open 2002             | $ 3.500   | Abdul Faheem Khan |
| 11.06.–14.06. | Doha     | Qatar Circuit No3 2002          | $ 5.250   | Farrukh Zaman     |
| 13.06.–16.06. | Northam  | Northam Open 2002               | $ 3.500   | Mike Corren       |
| 17.06.–21.06. | London   | PSA Super Series Finals 2001/02 | $ 50.000  | David Palmer      |
| 22.06.–23.06. | Adelaide | Somerton Open 2002              | $ 3.000   | Dan Jenson        |

### Juli
| Datum         | Ort            | Turnier                                          | Preisgeld | Sieger        |
| ------------- | -------------- | ------------------------------------------------ | --------- | ------------- |
| 04.07.–06.07. | Doha           | Qatar Circuit No4 2002                           | $ 5.250   | Farrukh Zaman |
| 18.07.–21.07. | Salt Lake City | Squashworks Salt Lake City Open 2002             | $ 15.000  | Simon Parke   |
| 25.07.–28.07. | Oklahoma City  | James Baker & Associates Oklahoma City Open 2002 | $ 6.000   | Bradley Ball  |